# Karl Korte
Karl Richard Korte (Ossining, 25 augustus 1928 - 27 Maart 2022) is een Amerikaanse componist, muziekpedagoog en trompettist.

## Levensloop
Korte groeide op in Englewood. Al in zijn jonge jaren speelde hij als trompettist bij verschillende harmonieorkesten en orkesten. Korte werd ook trompettist in de United States First Army Band. Vervolgens studeerde hij bij Peter Mennin, William Bergsma en Vincent Persichetti aan de Juilliard School of Music in New York en behaalde zijn Bachelor of Music. Later studeerde hij aan hetzelfde instituut bij Otto Luening, Goffredo Petrassi en Aaron Copland en behaalde zijn Master of Music in 1956.
Hij was als docent in 1963/1964 verbonden aan de Arizona State University en vervolgens tot 1970 aan de State University of New York in Binghamton. Van 1971 tot 1997 was hij docent en later professor aan de Universiteit van Texas in Austin. In 1997 ging hij met pensioen en werd "professor emeritus". Van 1997 tot 2000 was hij eveneens gastdocent aan het Williams College in Williamstown. 
Als componist schreef hij werken voor verschillende genres en ontving een hele reeks aan prijzen, zoals de studiebeurs van de Solomon R. Guggenheim Foundation (1959 en 1970), beurzen/prijzen van het Fulbright-programma voor studiereizen naar Italië en Nieuw-Zeeland en een gouden medaille tijdens de Koningin Elisabethwedstrijd.

## Composities

### Werken voor orkest
- 1955: - Concertato on a Choral Theme, voor koperblazers, pauken en strijkorkest
- 1959: - For a Young Audience, voor orkest 
  1. Prelude
  2. Dance
  3. Song
  4. Fanfare and hymn
- 1961: - Symfonie nr. 2, voor orkest
- 1962: - Southwest, a dance overture, voor orkest
- 1963: - Song and Dance, voor dubbelde strijkorkest
- 1968: - Symfonie nr. 3, voor orkest
- 1983 rev.1984: - Double Concerto, voor dwarsfluit, contrabas en bandrecorder

### Werken voor harmonieorkest
- 1962: - Ceremonial Prelude and Passacaglia
- 1962: - Nocturne and March, from the Blue Ridge
- 1963: - Prairie Song, voor trompet en harmonieorkest
- 1970: - Gestures, voor elektrische basgitaar, slagwerk, piano en harmonieorkest
- 1971: - I think you would have understood, voor trompet, harmonieorkest en bandrecorder
- 1977: - Fibers, voor harmonieorkest
- 1977: - Concert, voor piano en harmonieorkest
- 1978: - Concertino, voor bastrombone en harmonieorkest
- 1991: - Texarkana - Theme and Variations on a Texas Folksong, voor harmonieorkest 
  1. Prologue
  2. Energetic Development
  3. Sad Song (by the river)
  4. Drollery (Please do shoot the piano player)
  5. Darke Interlude
  6. Finale (On the Red River Shore)

### Missen en andere kerkmuziek
- 1963: - Mass for Youth, voor gemengd koor en orkest (of piano, of orgel) - deze mis is identiek met "Missa St. Dominick"
- 1963: - Missa St. Dominick, voor gemengd koor en orgel - deze mis is identiek met "Mass for Youth"
- 1965: - Sing to the Lord a New Song, voor gemengd koor
- 1965: - Sing Praises to the Lord, voor gemengd koor
- 1970: - Psalm XIII, voor gemengd koor en bandrecorder
- 1974: - Libera me, voor gemengd koor (SATBBB) en orkest
- 1982: - Music for a New Christmas, 5 liederen voor gemengd koor, kinderkoor en koperblazers (of toetseninstrument) 
  1. Come thou long expected Jesus - tekst: Charles Wesley
  2. New Coventry Carol
  3. Make we joy - tekst: vanuit de 15e eeuw
  4. This is the month and this the happy morn - tekst: John Milton
  5. Tomorrow shall by my dancing day: Christmas version
- 1982: - Music for a New Easter, 5 liederen voor gemengd koor, kinderkoor en koperblazers (of toetseninstrument)
  1. A song of sunshine
  2. O Lord turn not thy face - tekst: John MarcKant
  3. Sing my tongue the glorious battle - tekst: Venantius Fortunatus
  4. Come, ye faithful, raise the strain - text: Johannes Damascenus
  5. Tomorrow shall be my dancing day - tekst: traditioneel vanuit de 17e eeuw
- 1989: - Three Psalm Settings, voor gemengd koor - tekst: Psalmen 57, 66 & 69
- 2001: - Holy Thursday, voor gemengd koor en piano - tekst: William Blake

### Vocale muziek

#### Oratoria
- 1973: - Pale Is This Good Prince - in memory of Jean Casadesus, oratorium voor spreker, sopraan, gemengd koor, 2 piano's en 4 slagwerkers - tekst: Milton Kessler "Love Songs and Tomb Songs of Ancient Egypt" en Gerald E. Kadish

#### Cantates
- 1975 Of Time and Season, cantate voor sopraan, tenor, bas, gemengd koor, marimba en piano

#### Werken voor koor
- 1961: - Four Blake Songs, voor vrouwenkoor en piano - tekst: William Blake
- 1964: - Four Poems from "Songs of Innocence", voor driestemmig vrouwenkoor en piano - tekst: William Blake
  1. Piping down the valleys
  2. Infant Joy (a capella)
  3. A Cradle Song
  4. Spring
- 1966: - Rats!, voor tweestemmig kinderkoor en piano met (optioneel) slagwerk - tekst: Robert Browning, uit "The Pied Piper of Hamelin"
- 1968: - May the Sun Bless Us, 4 liederen voor mannenkoor, koperblazers en slagwerk - tekst: Rabindranath Tagore
  1. I am restless
  2. Hissing serpents
  3. When this is done
  4. May the sun bless us
- 1968: - Sappho Says, voor mezzosopraan, vrouwenkoor, dwarsfluit en piano
- 1968: - Aspects of Love, 8 liederen voor gemengd koor en piano
- 1969: - Carols New Fashioned, voor gemengd koor, gitaar en piano (of harp)
- 1973: - The Time Is Now, voor gemengd koor (of solokwartet) en elektrische gitaar - tekst: Eve Merriam
- 2001: - Four Songs of Experience, voor vrouwelijke zangstemmen, vrouwenkoor en piano - tekst: William Blake
- 2002: - SHIKI (The Four Seasons), voor gemengd koor (of vrouwenkoor), solisten en bandrecorder - tekst: Haiku

#### Liederen
- 1968: - Songs of Wen I - To, 3 liederen voor hoge zangstem en piano 
  1. I wanted to come home
  2. The laundry song
  3. Forget her
- 1982: - The Whistling Wind, voor mezzosopraan en bandrecorder (of cd) - tekst: Wang Xiaoni
- 1988: - Five New Zealand Songs, voor middenstem en piano 
  1. Response - tekst: Mary Urusla Bethell
  2. My mother spinning - tekst: Peter Olds
  3. Judas Escariot - tekst: Ronald Allison Kells Mason
  4. My father today - tekst: Sam Hunt
  5. Girl, boy, flower, bicycle - tekst: M.K. Joseph
- 2001: - Three Blake Songs, voor hoge zangstem en piano

### Kamermuziek
- 1951: - Strijkkwartet nr. 1
- 1960: - Kwintet, voor hobo en strijkkwartet
- 1962: - Four and Eight, voor blaaskwintet
- 1962: - Introductions, voor koperkwintet
- 1966: - Strijkkwartet nr. 2
- 1967: - Matrix-7, voor blaaskwintet, piano en slagwerk
- 1970: - Facets, voor saxofoonkwartet
- 1971: - Rondino, voor hobo en viool
- 1973: - Symmetrics, voor saxofoons en 4 slagwerkers
- 1976: - Trio, voor viool, cello en piano
- 1984: - Voci, voor viool, klarinet en piano
- 1985: - Te Maori, 6 etudes voor klarinet en bandrecorder
- 1997: - The Freda Variations, voor blaaskwintet
- 2000: - Distant Pentachords, voor dwarsfluit, altfluit, Wind chimes en digitale klanken (cd)
- 2003: - Two Makams, voor viool en gitaar
- 2004: - Evocations, a Trio, voor viool, cello en gitaar
- 2007: - Virtual Voices, voor viool, gitaar en tevoren opgenomen digitale klanken

### Werken voor piano
- 1958: - Three Miniatures
- 1966: - Marching on Tiptoes
- 1989: - Epigrams (12 stukken in 2 bundels)